# Där Guds Ande är
Där Guds Ande är är en psalm vars text är skriven av Jonas Jonson år 1978. Musiken är skriven 1978 av Per Harling.

## Publicerad i
- Cantarellen 1984 som nummer 20.[1]
- Psalmer i 90-talet som nr 817 under rubriken "Fader, Son och Ande"
- Psalmer i 2000-talet som nr 920 under rubriken "Fader, Son och Ande"